# Laelia umbrina
Laelia umbrina is een vlinder uit de familie spinneruilen (Erebidae), onderfamilie donsvlinders (Lymantriinae). De wetenschappelijke naam van deze soort is voor het eerst geldig gepubliceerd in 1888 door Moore.
De soort komt voor in tropisch Afrika.